# Glen Velez
Pour les articles homonymes, voir Velez.

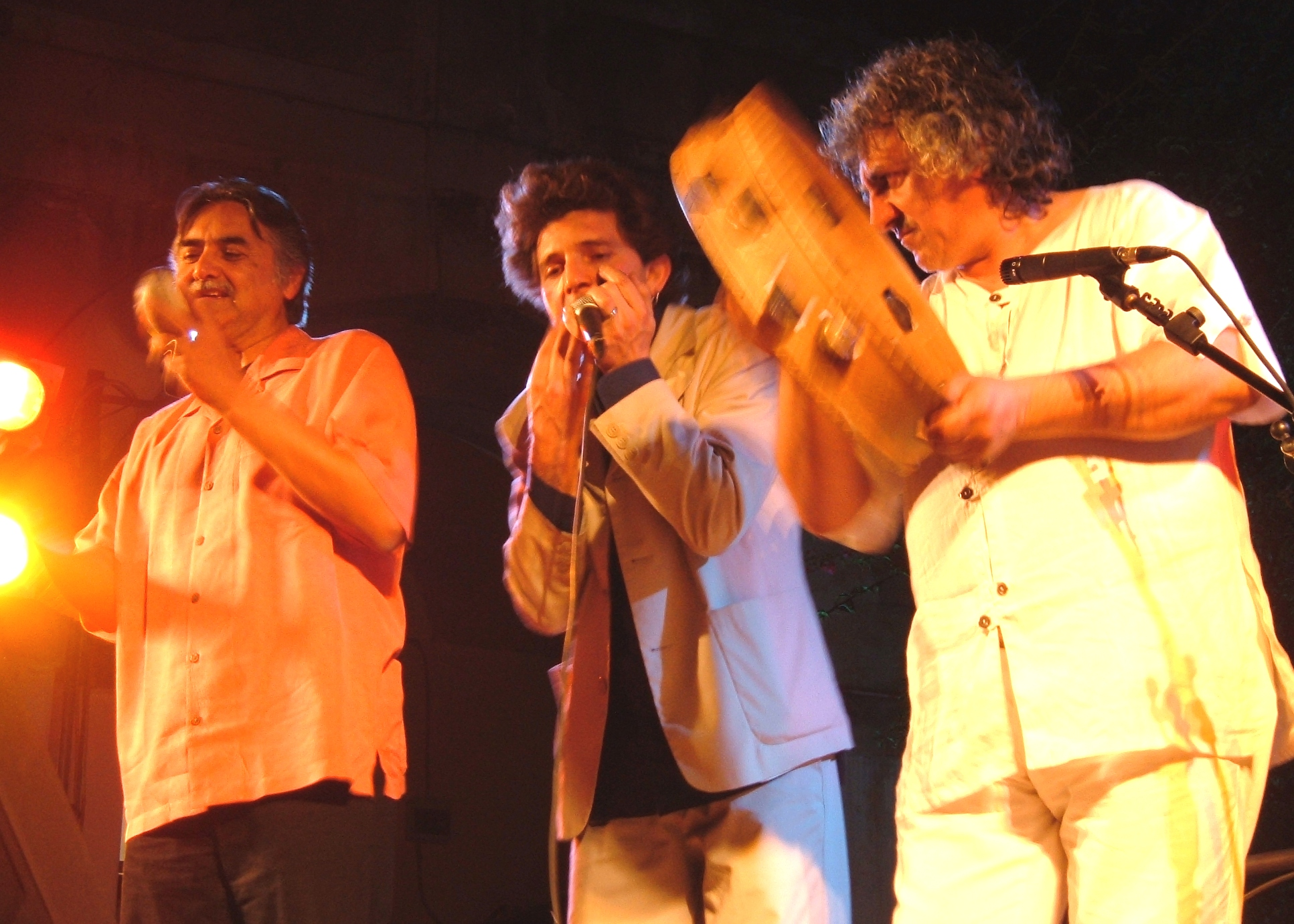
Glen Velez, Luca Recupero et Alfio Antico - Marranzano World Festival de Catane (Sicile) (2007)

Glen Velez (né en 1949), est un percussionniste, vocaliste et compositeur américain. 
Il est spécialisé dans différents types d'instruments de percussion, notamment le bodhrán irlandais, le pandeiro brésilien, le riq arabe, le bendir nord-africain, le ghaval d'Azerbaïdjan, et les maracas vénézuéliens. Dans ses morceaux, il pratique aussi l'Overtone singing.
Il est membre de l'ensemble de musique contemporaine Steve Reich and Musicians.

## Discographie
- 1983 - Handdance
- 1985 - Internal Combustion
- 1987 - Seven Heaven
- 1989 - Assyrian Rose
- 1991 - Doctrine of Signatures
- 1991 - Ramana
- 1993 - Borderstates
- 1993 - Pan Eros
- 1996 - Rhythmcolor Exotica
- 1998 - Rhythms of the Chakras
- 2000 - Breathing Rhythms
- 2005 - Rhythms of Awakening